# Merowingowie

Rozwój królestwa Franków za panowania dynastii Merowingów i Karolingów

Merowingowie – dynastia panująca w państwie frankijskim w latach 481–751, wywodząca się od władcy Franków salickich Merowecha (Meroweusza). W połowie VIII wieku na tronie Franków zastąpili ich Karolingowie.

## Panowanie Chlodwiga
W okresie rozpadu cesarstwa zachodniorzymskiego tereny północno-wschodniej Galii zasiedlone zostały przez plemiona frankijskie. W 481 roku król Franków salickich Chlodwig, syn Childeryka zjednoczył ziemie plemion frankijskich. Szybko rozszerzał granice swego – początkowo małego – kraju. Podbił najpierw gallo-rzymskie państwo Syagriusza, następnie państwo Alemanów, Akwitanię – stanowiącą większość przedpirenejskiej części państwa Wizygotów. W ten sposób w ciągu 30 lat opanował większość Galii i część obecnych Niemiec.
W przeciwieństwie do pozostałych plemion germańskich, które przyjmowały arianizm, władca Franków przyjął chrzest w kościele katolickim. Sporny jest rok tego wydarzenia (przyjmuje się za możliwe lata 496, 498, 500 i 508), choć wiemy, że miało ono miejsce w Boże Narodzenie.
W 508 Chlodwig przeniósł stolicę państwa z Tournai do Paryża. Gdy umierał w 511 roku, państwo Franków rozciągało się od rzeki Wezery na wschodzie po Pireneje na zachodzie.

## Rozwój państwa frankijskiego
W VI wieku Merowingowie powiększali terytorium państwa. W 531 roku przyłączyli Turyngię (leżącą między Soławą i górną Wezerą). W latach 532–534 Burgundię, w 536 Prowansję – obejmując poza Septymanią niemal całość dawnej Galii.
Podporządkowali sobie księstwo Bawarów (późniejsza Bawaria), przy czym tamtejszy ród książęcy pozostawiono u władzy jako frankijskich zarządców. W największym swym zasięgu Królestwo Franków dochodziło do Łaby i środkowego Dunaju na wschodzie. W okresach zjednoczenia było to największym i najpotężniejszym państwem w zachodniej Europie.

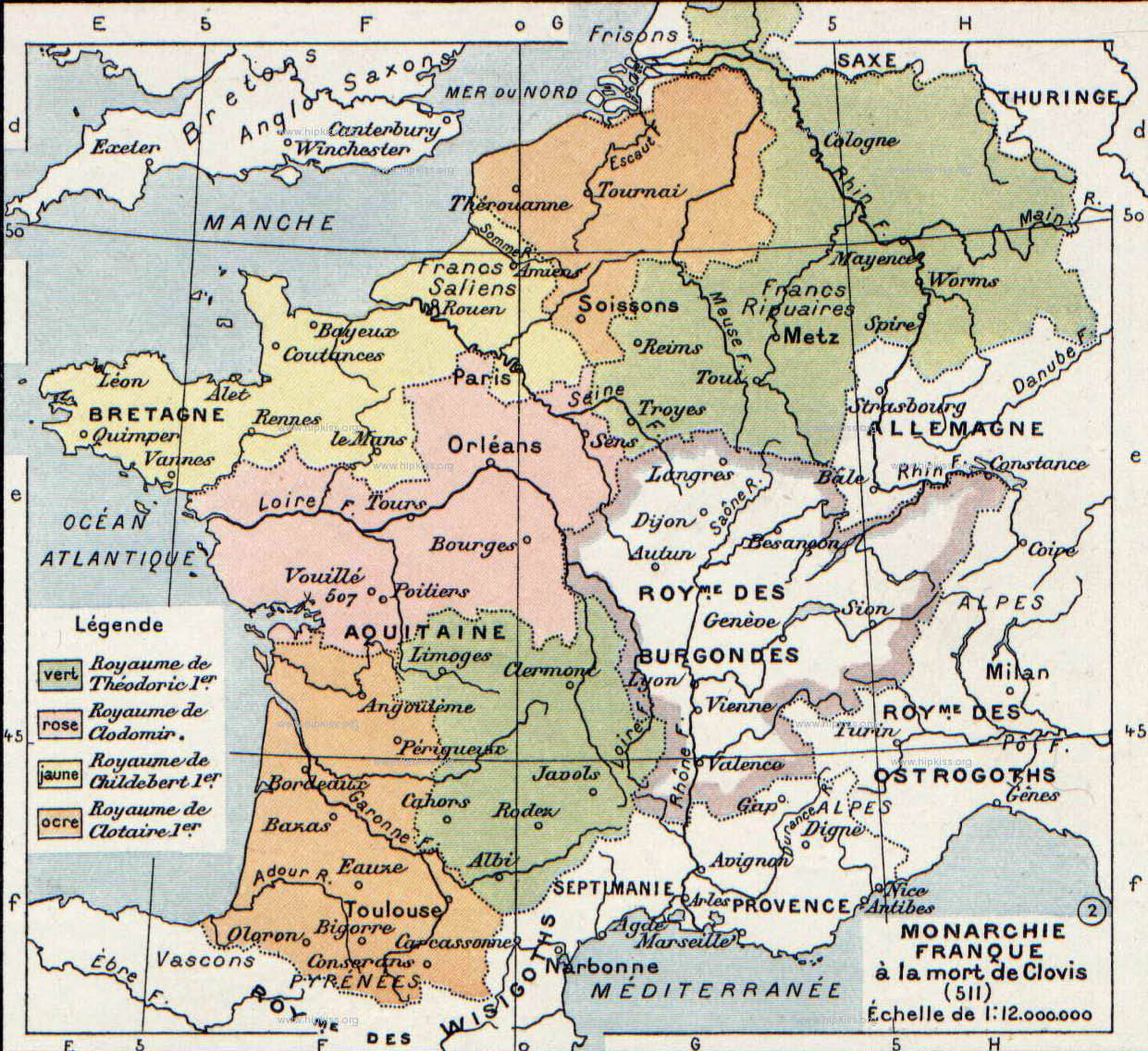
Podział państwa po śmierci Chlodwiga I między jego synów Teuderyka, Chlodomera, Childeberta i Chlotara

Słabością państwa był kilkakrotnie przeprowadzony, zgodnie z prawem salickim, podział na pomniejsze królestwa pomiędzy synów zmarłego monarchy. Po śmierci Chlodwiga państwo podzielono więc pomiędzy czterech jego synów. Utrzymywał się podział na dzielnice: Neustria (zachodnia część państwa), Austrazja (północno-wschodnia), Burgundia (południowo-wschodnia) i Akwitania (południowo-zachodnia). Ponowne zjednoczenie nastąpiło dopiero w 558 roku pod rządami Chlotara I i ponownie na dłuższy czas w 634 roku za panowania Dagoberta I (629–639), którego panowanie stanowiło złoty okres Merowingów.

## Zmierzch dynastii
Kolejni Merowingowie panujący po zmarłym w 639 roku Dagobercie I, nie przejawiali większej aktywności i w średniowiecznych kronikach zapisali się jako królowie gnuśni. Gdy w 737 roku umarł Teuderyk IV, tron pozostał pusty a władzę w państwie sprawował Karol Młot, majordom dworu królewskiego. Zapoczątkował tym dynastię majordomów kontynuując dzieło swego ojca Pepina z Heristalu. Urząd po nim przejęli jego synowie Karloman i Pepin. Osadzili oni wprawdzie w 743 na tronie Childeryka III, jednak już w roku 751 Pepin Krótki zdetronizował go. Króla ostrzyżono – władcy merowińscy nosili długie włosy będące symbolem władzy, w których według wierzeń kryła się magiczna moc – i zesłano do klasztoru. W 751 roku biskup Bonifacy na polecenie papieża namaścił Pepina na króla Franków. 28 lipca 754 roku namaszczenia udzielił także osobiście papież Stefan II w Saint Denis. W ten sposób zapoczątkowana została nowa dynastia królewska Karolingów.